# 西條酒藏通

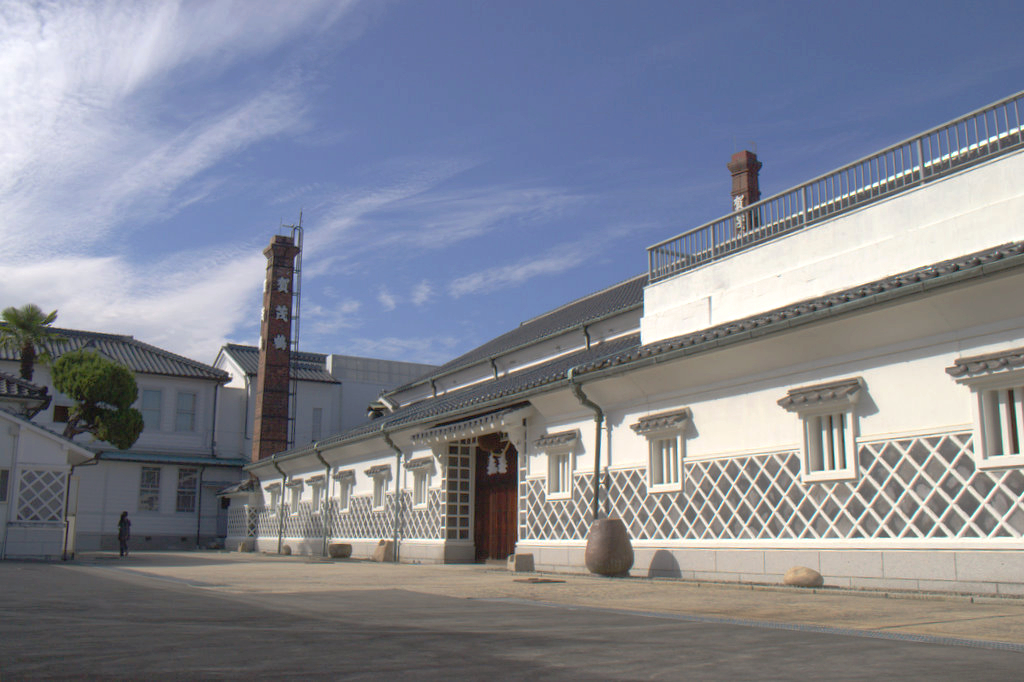
酒藏通、賀茂鶴酒造

西條酒藏通（西条酒蔵通り，さいじょうさかぐらどおり）是東廣島市西條車站周邊，酒廠集中的地域。也略稱「酒藏通」。

## 概要
西條車站周邊，車站西側2間、東側6間，合計8間造酒廠。酒祭之時，有參觀工廠、試飲等活動，吸引許多觀光客。和神戶的灘、京都的伏見，並稱日本三大釀造地。

## 歷史
江戶時代，現在的西條有沿西國街道的細長宿場町「四日市」。
明治中期，町名改為「西條」，設立車站（現在的山陽本線西條車站）。以此契機，街道沿線的商家漸次開始造酒業。之後逐漸設立酒工廠，成為現在地酒藏通。

## 交通
- JR山陽本線 西條車站徒步1分

## 關連項目
- 日本酒